# Kalvarienbergkirche Zirl

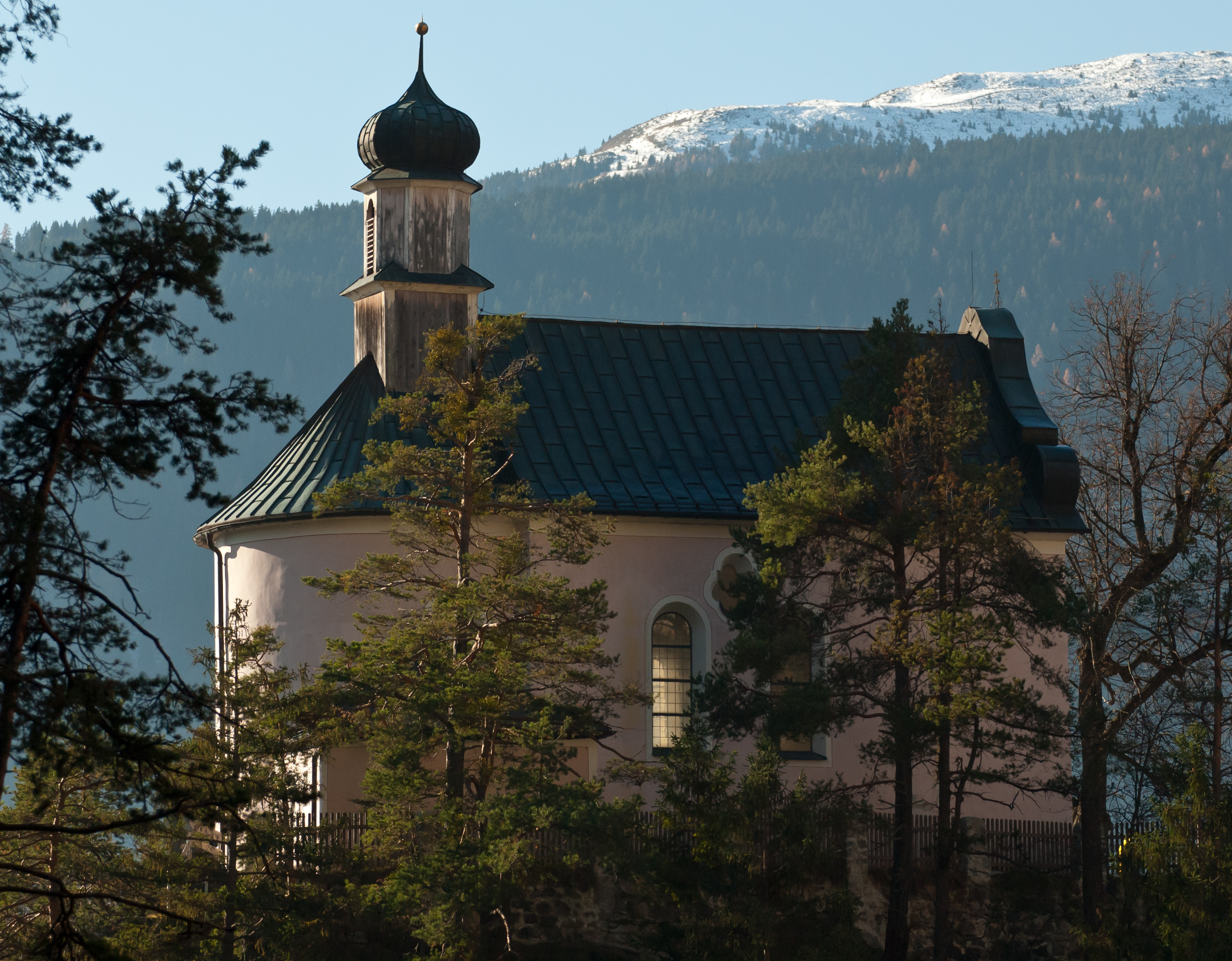
Die Kalvarienbergkirche von Norden (aus der Ehnbachklamm)

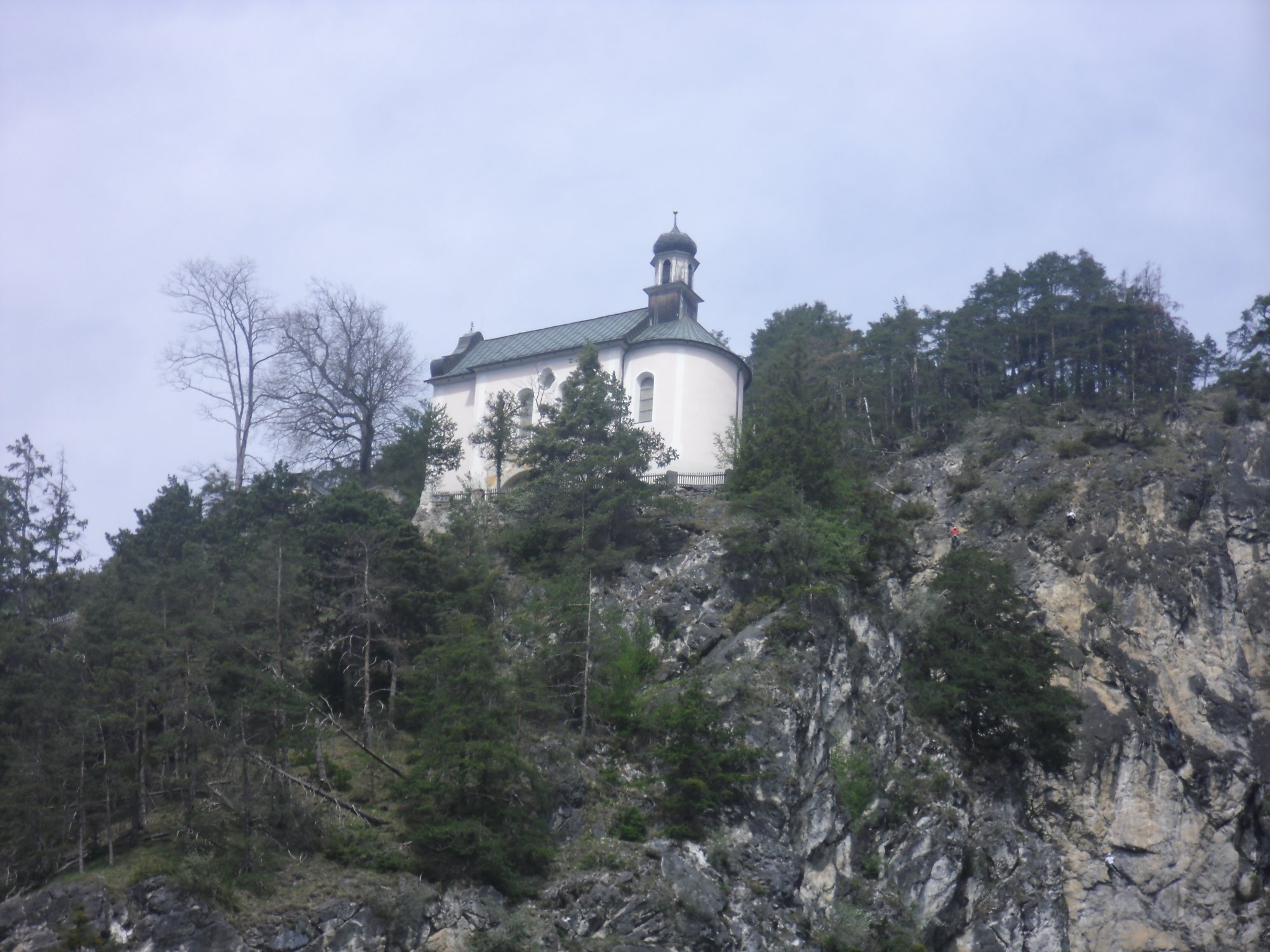
Die Kalvarienbergkirche von Süden

Die Kalvarienbergkirche Zirl steht auf einem steilen Felsen über der Ehnbachschlucht hoch über dem Ort in der Marktgemeinde Zirl im Bezirk Innsbruck-Land im Bundesland Tirol. Die dem Patrozinium Zur Schmerzhaften Maria unterstellte römisch-katholische Kalvarienbergkirche gehört zum Dekanat Telfs in der Diözese Innsbruck. Die Filialkirche 
steht unter Denkmalschutz (Listeneintrag).

## Geschichte
Der Kalvarienberg wurde ab 1771 angelegt, acht Stationen wurden 1797 errichtet, der Kreuzweg endet bei der 1792 errichteten Kreuzkapelle.
Die Kalvarienbergkirche östlich der Kreuzkapelle wurde vom Zirler Thomas Tiefenbrunner vulgo Hoiser Thomele zwischen 1803 und 1805 über einer im Bodenniveau tiefer liegenden Kapelle von 1776 erbaut, nachdem dieser genug Geld für die Errichtung der Kirche gesammelt hatte. Die Kalvarienbergkirche wurde 1955 und 1975 renoviert.

## Beschreibung
Die spätbarocken Kapellenbildstöcke mit Putzpilastern und Volutengiebeln, teils in der ursprünglichen Form neu errichtet, erhielten 1970/1971 Mosiakdarstellungen vom Maler und Mosaikkünstler Anton Plattner.
Die Kreuzkapelle ist ein offener konchenförmiger Kapellenbau mit einem Volutengiebel, die Architekturmalerei am Außenbau und die Hintergrundmalerei im Inneren schuf der Maler Franz Xaver Kirchebner im Anfang des 19. Jahrhunderts. Die Kreuzkapelle beinhaltet geschnitzte barocke Kreuzigungsgruppe.
Die Kalvarienbergkirche ist ein Saalbau mit einer eingezogenen Rundapsis und einer eingezogenen Westfront, sie trägt einen Dachreiter mit einem Zwiebelhelm, nördlich schließt die Sakristei an. Die Eingangsfassade im Westen ist mit einem geschwungenen Giebel und illusionistisch gemalter Portalarchitektur gestaltet und mit einem schmiedeeisernen Lünettengitter versehen. Im Giebel befindet sich ein Mosaik der Schmerzhaften Muttergottes von Josef Pfefferle ausgeführt von der Zirler Mosaikanstalt um 1912.
Das Kircheninnere zeigt ein Langhaus mit einer Flachkuppel auf kräftigem Gebälk auf Pfeilern und Doppelpilastern mit Akanthuskapitellen. Das Kuppelgemälde schuf Josef Leopold Strickner 1805, es zeigt die Auferstehung Christi, in den stuckierten Zwickeln in Grisaille Kreuzabnahme, Grablegung, Frauen am Grab, der Heiland erscheint Maria, in der Apsis Johannes Evangelists Vision vom Buch mit den sieben Siegeln.
Der barocke Altar um 1775 wurde aus dem Stift Stams hierher übertragen. Der Altar erhielt ergänzend in der Bauzeit Opfergangsportale im Empiredekor, er zeigt das barocke Altarblatt Beweinung Christi und trägt die seitlichen Statuen der Heiligen Joachim und Anna. Die Orgel baute Joseph Aigner 1830/1840.
Im südlichen Untergeschoß befindet sich die Heilig-Grab-Kapelle als Station des Kreuzwegs mit gemaltem Säulenportal. Der tonnengewölbte Grabraum zeigt Fresken von Josef Anton Puellacher 1776, David und Moses, im Hl. Grab Veronikatuch und Pelikan.